# Family Business (ER)
Family Business is de negentiende aflevering van het dertiende seizoen van de televisieserie ER, die voor het eerst werd uitgezonden op 19 april 2007.

## Verhaal
Taggart neemt deel aan een zelfverdedigingles, hierbij bezeert zij in een demonstratie de knie van de leraar. Later op de SEH beseffen zij dat er een klik is tussen hen.
Dr. Kovac behandeld een patiënt die komt te overlijden. Als hij het slechte nieuws aan zijn vader wil vertellen komt hij er al snel achter dat hij lijdt aan de ziekte van Alzheimer, de vader kan niet onthouden dat zijn zoon is overleden.
Dr. Pratt probeert de verbroken relatie tussen hem en zijn halfbroer Chaz te herstellen. Chaz wil solliciteren bij de ambulancedienst en vraagt hem voor hulp.
Dr. Gates heeft een vaderschapstest gedaan om erachter te komen of hij de biologische vader is van Sarah. De uitslag wijst uit dat hij niet de vader is, dit is een teleurstelling van beide. Dr. Gates vertelt Sarah dat dit niets veranderd tussen hen en dat hij toch haar vader zal blijven. 

## Rolverdeling

### Hoofdrollen
- Goran Višnjić - Dr. Luka Kovac
- Maura Tierney - Dr. Abby Lockhart
- Mekhi Phifer - Dr. Gregory Pratt
- Sam Jones III - Chaz Pratt
- Parminder Nagra - Dr. Neela Rasgrota
- John Stamos - Dr. Tony Gates
- Stacy Keach - Mike Gates
- Shane West - Dr. Ray Barnett
- Scott Grimes - Dr. Archie Morris
- Gina Ravera - Dr. Bettina DeJesus
- Linda Cardellini - verpleegster Samantha Taggart
- Yvette Freeman - verpleegster Haleh Adams
- Lily Mariye - verpleegster Lily Jarvik
- Mary Heiss - verpleegster Mary
- Nasim Pedrad - verpleegster Suri
- Louie Liberti - ambulancemedewerker Bardelli
- Chloe Greenfield - Sarah Riley
- Glenn Plummer - Timmy Rawlins
- Tara Karsian - maatschappelijk werkster Liz Dade

### Gastrollen (selectie)
- Robert Prosky - Wayne Rutley
- Andy Prosky - Danny Rutley
- Joe Manganiello - politieagent Litchman
- Bryce Cass - Thomas
- JD Cullum - patiënt met Munchausen
- Arthur Darbinyan - Mr. Papazian
- Ken Davitian - Zakar Papazian
- Cailey Blair Jones - Rose Nichols
- Rosie Malek-Yonan - Nazely